# Mathieu Schneider
Temple de la renommée américain : 2015
Mathieu Schneider (né le 12 juin 1969 à New York dans l'État de New York aux États-Unis) est un joueur professionnel américain de hockey sur glace.

## Biographie
Mathieu Schneider est né à Manhattan dans l'État de New York à New York.  Il est le premier de deux enfants d'une famille juive. Il rejoint la ligue universitaire pour l'équipe de Mount Saint Charles Academy. Il gagne alors, avec son équipe, trois championnats d'affilée (elle en réalisera 27 de suite). Une fois ses études finies, il rejoint la Ligue de hockey de l'Ontario et joue pour les Royals de Cornwall en 1986.
Après une saison, il est choisi au repêchage d'entrée dans la Ligue nationale de hockey en 1987 par les Canadiens de Montréal (il est alors le quatrième choix canadien, 44e choix au total). Quelques mois plus tard, le jeune défenseur joue son premier match dans la LNH mais, au bout de quatre matches, il retourne finir la saison dans son équipe junior. Il joue toute la saison suivante dans la LHO, puis en 1989-1990, partage son temps entre le Canadien de la LNH et ceux de la Ligue américaine de hockey, les Canadiens de Sherbrooke.
Sa première saison complète dans la LNH est la saison 1990-1991 et deux saisons plus tard, il gagne la Coupe Stanley 1993 avec le Canadien. En avril 1994, il est échangé aux Islanders de New York avec Kirk Muller et Craig Darby en retour de Pierre Turgeon et Vladimir Malakhov. Il passe moins de deux dans la franchise des Isles avant de rejoindre les Maple Leafs de Toronto. Au bout de deux saisons et demie, il rejoint en octobre 1998, les Rangers de New York.
En 2000, la LNH s'agrandit et, à l'occasion du repêchage qui en découle, les Blue Jackets de Columbus le choisissent. Malgré cela, ils ne parviendront pas un accord et moins d'un mois plus tard, il signe en tant qu'agent libre avec les Kings de Los Angeles.
En mars 2003, il est échangé aux Red Wings de Détroit en retour de Sean Avery, Maksim Kouznetsov, un choix de première ronde lors du repêchage de 2003 et d'un tour de seconde ronde en 2004. Le 21 octobre 2005, il joue son 1000e match dans la LNH.
Le 1er juillet 2007, il signe avec les Ducks d'Anaheim, champions en titre de la Coupe Stanley.
Le 16 février 2009, il est échangé par les Thrashers d'Atlanta aux Canadiens de Montréal, en retour d'un 2e choix au repêchage en 2009 et d'un 3e choix au repêchage en 2010.
Le 29 décembre 2009, il est placé au ballotage par les Canucks de Vancouver. Le 3 mars 2010, il est échangé par les Canucks aux Coyotes de Phoenix en retour de Sean Zimmerman et d'un choix conditionnel au prochain repêchage.

## Carrière internationale
Schneider a représenté les États-Unis lors des compétitions suivantes :
- Championnat du monde junior
  - 1988

- Coupe du monde de hockey
  - 1996 : victoire de l'équipe des États-Unis
  - 2004. Il n'a cependant pas joué de match car finalement, sans contrat avec une équipe de la LNH, il a été mis de côté.

- Jeux olympiques d'hiver
  - 1998 à Nagano au Japon.
  - 2006 à Turin en Italie.

## Trophées et honneurs personnels

### Ligue de hockey de l'Ontario
- 1988 : Match des étoiles
- 1989 : Match des étoiles

### Ligue nationale de hockey
- 1993 : gagne la Coupe Stanley avec les Canadiens de Montréal
- 1996 : participe au 46e Match des étoiles
- 1996-1997 : nommé capitaine par alternance des Islanders de New York
- de 2001-2002 à 2003 : nommé capitaine par alternance des Kings de Los Angeles
- 2003 : participe au 53e Match des étoiles

## Statistiques

### En club
| Saison     | Équipe                  | Ligue      |       | Saison régulière | Saison régulière | Saison régulière | Saison régulière | Saison régulière |    | Séries éliminatoires | Séries éliminatoires | Séries éliminatoires | Séries éliminatoires | Séries éliminatoires |
| Saison     | Équipe                  | Ligue      | PJ    | B                | A                | Pts              | Pun              | PJ               | B  | A                    | Pts                  | Pun                  |                      |                      |
| 1986-1987  | Royals de Cornwall      | LHO        | 63    | 7                | 29               | 36               | 75               | 5                | 0  | 0                    | 0                    | 22                   |                      |                      |
| 1987-1988  | Royals de Cornwall      | LHO        | 48    | 21               | 40               | 61               | 85               | 11               | 2  | 6                    | 8                    | 14                   |                      |                      |
| 1987-1988  | Canadiens de Sherbrooke | LAH        | -     | -                | -                | -                | -                | 3                | 0  | 3                    | 3                    | 12                   |                      |                      |
| 1987-1988  | Canadiens de Montréal   | LNH        | 4     | 0                | 0                | 0                | 2                | -                | -  | -                    | -                    | -                    |                      |                      |
| 1988-1989  | Royals de Cornwall      | LHO        | 59    | 16               | 57               | 73               | 96               | 18               | 7  | 20                   | 27                   | 30                   |                      |                      |
| 1989-1990  | Canadiens de Sherbrooke | LAH        | 28    | 6                | 13               | 19               | 20               | -                | -  | -                    | -                    | -                    |                      |                      |
| 1989-1990  | Canadiens de Montréal   | LNH        | 44    | 7                | 14               | 21               | 25               | 9                | 1  | 3                    | 4                    | 31                   |                      |                      |
| 1990-1991  | Canadiens de Montréal   | LNH        | 69    | 10               | 20               | 30               | 63               | 13               | 2  | 7                    | 9                    | 18                   |                      |                      |
| 1991-1992  | Canadiens de Montréal   | LNH        | 78    | 8                | 24               | 32               | 72               | 10               | 1  | 4                    | 5                    | 6                    |                      |                      |
| 1992-1993  | Canadiens de Montréal   | LNH        | 60    | 13               | 31               | 44               | 91               | 11               | 1  | 2                    | 3                    | 16                   |                      |                      |
| 1993-1994  | Canadiens de Montréal   | LNH        | 75    | 20               | 32               | 52               | 62               | 1                | 0  | 0                    | 0                    | 0                    |                      |                      |
| 1994-1995  | Canadiens de Montréal   | LNH        | 30    | 5                | 15               | 20               | 49               | -                | -  | -                    | -                    | -                    |                      |                      |
| 1994-1995  | Islanders de New York   | LNH        | 13    | 3                | 6                | 9                | 30               | -                | -  | -                    | -                    | -                    |                      |                      |
| 1995-1996  | Islanders de New York   | LNH        | 65    | 11               | 36               | 47               | 93               | -                | -  | -                    | -                    | -                    |                      |                      |
| 1995-1996  | Maple Leafs de Toronto  | LNH        | 13    | 2                | 5                | 7                | 10               | 6                | 0  | 4                    | 4                    | 8                    |                      |                      |
| 1996-1997  | Maple Leafs de Toronto  | LNH        | 26    | 5                | 7                | 12               | 20               | -                | -  | -                    | -                    | -                    |                      |                      |
| 1997-1998  | Maple Leafs de Toronto  | LNH        | 76    | 11               | 26               | 37               | 44               | -                | -  | -                    | -                    | -                    |                      |                      |
| 1998-1999  | Rangers de New York     | LNH        | 75    | 10               | 24               | 34               | 71               | -                | -  | -                    | -                    | -                    |                      |                      |
| 1999-2000  | Rangers de New York     | LNH        | 80    | 10               | 20               | 30               | 78               | -                | -  | -                    | -                    | -                    |                      |                      |
| 2000-2001  | Kings de Los Angeles    | LNH        | 73    | 16               | 35               | 51               | 56               | 13               | 0  | 9                    | 9                    | 10                   |                      |                      |
| 2001-2002  | Kings de Los Angeles    | LNH        | 55    | 7                | 23               | 30               | 68               | 7                | 0  | 1                    | 1                    | 18                   |                      |                      |
| 2002-2003  | Kings de Los Angeles    | LNH        | 65    | 14               | 29               | 43               | 57               | -                | -  | -                    | -                    | -                    |                      |                      |
| 2002-2003  | Red Wings de Détroit    | LNH        | 13    | 2                | 5                | 7                | 16               | 4                | 0  | 0                    | 0                    | 6                    |                      |                      |
| 2003-2004  | Red Wings de Détroit    | LNH        | 78    | 14               | 32               | 46               | 56               | 12               | 1  | 2                    | 3                    | 8                    |                      |                      |
| 2005-2006  | Red Wings de Détroit    | LNH        | 72    | 21               | 38               | 59               | 86               | 6                | 1  | 7                    | 8                    | 6                    |                      |                      |
| 2006-2007  | Red Wings de Détroit    | LNH        | 51    | 9                | 34               | 43               | 50               | 11               | 2  | 4                    | 6                    | 16                   |                      |                      |
| 2007-2008  | Ducks d'Anaheim         | LNH        | 65    | 12               | 27               | 39               | 50               | 6                | 1  | 0                    | 1                    | 8                    |                      |                      |
| 2008-2009  | Thrashers d'Atlanta     | LNH        | 44    | 4                | 11               | 15               | 50               | -                | -  | -                    | -                    | -                    |                      |                      |
| 2008-2009  | Canadiens de Montréal   | LNH        | 23    | 5                | 12               | 17               | 14               | 2                | 0  | 0                    | 0                    | 4                    |                      |                      |
| 2009-2010  | Canucks de Vancouver    | LNH        | 17    | 2                | 3                | 5                | 12               | -                | -  | -                    | -                    | -                    |                      |                      |
| 2009-2010  | Moose du Manitoba       | LAH        | 8     | 3                | 2                | 5                | 8                | -                | -  | -                    | -                    | -                    |                      |                      |
| 2009-2010  | Coyotes de Phoenix      | LNH        | 8     | 0                | 4                | 4                | 4                | 3                | 1  | 0                    | 1                    | 0                    |                      |                      |
| Totaux LNH | Totaux LNH              | Totaux LNH | 1 289 | 223              | 520              | 743              | 1 245            | 114              | 11 | 43                   | 54                   | 151                  |                      |                      |

### En équipe nationale
| Année | Compétition                 |   | PJ | B | A | Pts | Pun       |  | Résultat |
| 1988  | Championnat du monde junior | 7 | 0  | 2 | 2 | 16  | 6e place  |  |          |
| 1996  | Coupe du monde              | 7 | 2  | 0 | 2 | 8   | Vainqueur |  |          |
| 1998  | Jeux olympiques             | 4 | 0  | 0 | 0 | 6   | 6e place  |  |          |
| 2006  | Jeux olympiques             | 6 | 1  | 2 | 3 | 16  | 8e place  |  |          |